# Callicebus modestus
Callicebus modestus är en däggdjursart som beskrevs av Einar Lönnberg 1939. Callicebus modestus ingår i släktet springapor och familjen Pitheciidae. Inga underarter finns listade.
En uppmätt hanne hade en kroppslängd (huvud och bål) av 31,5 cm, en svanslängd av 40 cm och en vikt av 800 g. Pälsen kring ansiktet har en rödbrun färg och vid djurets ögonbryn finns flera svarta hår. Håren som täcker bålen är mörka med ett orange band i mitten vad som ger en ljusbrun till rödbrun pälsfärg. Callicebus modestus har svartaktiga händer och fötter. Dessutom är svansens centrala avsnitt svartaktig. På öronens spetsar förekommer vitaktiga tofsar.
Denna springapa förekommer bara i ett 1800 km² stort område i norra Bolivia. Arten vistas där i torra skogar och den uppsöker även savanner med träd. Individerna bildar flockar med 5 till 7 medlemmar.
Arten är aktiv på dagen och klättrar främst i träd. Den äter främst frukter samt blad, blommor och ryggradslösa djur.
Callicebus modestus hotas av skogsavverkningar när landskapet omvandlas till betesmarker för nötkreatur. Några individer fångas för att hålla de som sällskapsdjur. IUCN kategoriserar arten globalt som starkt hotad.